# Beer Szewa (stacja kolejowa)
Beer Szewa Merkaz (hebr.: באר שבע מרכז) – stacja kolejowa w Beer Szewie, w Izraelu. Jest obsługiwana przez Rakewet Jisra’el.
Stacja znajduje się w południowo-wschodniej części Beer Szewy, przy głównym dworcu autobusowym miasta. Dworzec jest przystosowany dla osób niepełnosprawnych.

## Połączenia
Pociągi z Beer Szewy jadą do Naharijji, Hajfy, Karmi'el i Tel Awiwu.

## Udogodnienia
- bankomat,
- automaty do kart Raw-Kaw,
- biletomaty,
- Wi-Fi,
- kawiarnia,
- udogodnienia dla niepełnosprawnych,
- stojaki dla rowerów,
- WC,
- biblioteczka,
- bliskość Centralnego Dworca Autobusowego i przystanków komunikacji miejskiej.

## Godziny
| Dni      | Godziny     |
| -------- | ----------- |
| Nd.-Czw. | 04.00-01.00 |
| Piątek   | 04.00-18.00 |
| Sobota   | 19.30-01.00 |

| Dni      | Godziny     |
| -------- | ----------- |
| Nd.-Czw. | 05.30-21.00 |
| Piątek   | 06.00-13.45 |
| Sobota   | 18.15-21.15 |

## Kwestie bezpieczeństwa
Do stacji prowadzi jedno strzeżone wejście, przy którym odbywa się kontrola bagażu, rzeczy osobistych, dokumentów, dokonywana przez uzbrojonych strażników. Budynek wraz z peronami są monitorowane i kontrolowane. Wyjście ze stacji odbywa się przez obrotowe bramki.